# Hamana transversa
Hamana transversa är en insektsart som beskrevs av Delong 1942. Hamana transversa ingår i släktet Hamana och familjen dvärgstritar. Inga underarter finns listade i Catalogue of Life.